# GYP (ソフトウェア)
GYP (Generate Your Projects) は、自動ビルドツール。GYPは2011年にGoogleにより開発された、Chromiumウェブブラウザをビルドするために統合開発環境のプロジェクトファイル（Visual StudioやXcode）を生成するオープンソースソフトウェア。ライセンスはBSDライセンス。
GYPの機能はCMakeに似ている。GYPは、1つまたは複数のターゲットプロジェクトファイルを生成するために、JSONを含むファイルを処理する。単一のソース .GYP ファイルは共通だが、出力ファイルは各ターゲットとビルドツールに固有のものとなる。
2016年に、ChromiumプロジェクトはGYPをGNに置き換えた。これは、Ninjaビルドを生成するツールである。この切り替えにより、彼らのユースケースでは速度が20倍に向上した。GYPからGNに移行した他のプロジェクトには、V8 (JavaScriptエンジン)、WebRTC 、Dartなどがある。
現在でもGYPを使用しているソフトウェアプロジェクトとしては、Node.jsやTelegramなどがある。

## 参照
1. ↑  “GitHub - chromium/gyp: GYP is a Meta-Build system: a build system that generates other build systems.” (英語). GitHub. 2021年7月28日閲覧。
2. ↑  “Gyp Make file dictionary”.   GYP user documentation. 2025年1月29日閲覧。
3. ↑  https://chromium.googlesource.com/chromium/src/tools/gn/+/48062805e19b4697c5fbd926dc649c78b6aaa138/README.md; new version
4. ↑  “GN build configuration”. 2025年1月29日閲覧。
5. ↑  Bynens, Mathias (2019年8月27日). “Building V8 with GN”. v8.dev. 2025年1月29日閲覧。
6. ↑  Issue 3441: Convert WebRTC GYP files to GN
7. ↑  “Dart”. GitHub (2022年5月12日). 2025年1月29日閲覧。
8. ↑  Schlueter, Isaac Z (2012年6月25日). “Announcing Node 0.8”.   the Node.js official blog. 2014年8月2日時点のオリジナルよりアーカイブ。2025年1月29日閲覧。
9. ↑  “Telegram Desktop – Official Messenger: Third Party components”. GitHub. 2021年4月10日閲覧。